# Alma Čardžić
Alma Čardžić (Maglaj, Bósnia e Herzegovina, 1968) é uma cantora bósnia.
Na Europa ficou conhecida pelas suas participações no Festival Eurovisão da Canção . A sua estreia foi em 1994, juntamente com  Dejan . Apesar dos aplausos que a sua canção levou "Ostani kraj mene", esta quedou-se pelo 15.º lugar (entre 25 participantes). Voltaria a a participar em 1997, desta feita com o tema Goodbye que se classificou em 16.º lugar, empatada com a representante alemã Bianca Shomburg,

## Discografia
- Plavo oko (1996)
- Duša (1998)
- Malo po malo (2001)